# Contea di Roseau
La contea di Roseau in inglese Roseau County è una contea dello Stato del Minnesota, negli Stati Uniti. La popolazione al censimento del 2000 era di 16 338 abitanti. Il capoluogo di contea è Roseau.

## Contee e municipalità confinanti
- Municipalità rurale di Piney (Manitoba, Canada) - nord
- Prima Nazione Buffalo Point (Manitoba, Canada) - nord-est
- Contea di Lake of the Woods - est
- Contea di Beltrami - sud-est
- Contea di Marshall - sud
- Contea di Kittson - ovest
- Municipalità rurale di Stuartburn (Manitoba, Canada) - nord-ovest

## Comuni

### Cities
- Badger
- Greenbush
- Roosevelt
- Roseau (capoluogo)
- Strathcona
- Warroad